# Parov Stelar
Marcus Füreder (Linz, Alta Austria, Austria, 27 de noviembre de 1974), más conocido como Parov Stelar, es un disc jockey de música electrónica y productor discográfico austriaco.
Se trata de uno de los pioneros del Electro swing, un género que fusiona la música swing con sonidos contemporáneos como el house, el hip hop o el dance, entre otros.
Generalmente, actúa como integrante de la banda Parov Stelar Band o en solitario como DJ.

## Trayectoria
Marcus Füreder apareció por primera vez como DJ en clubes nocturnos y discotecas en la segunda mitad de la década de 1990. En 2000 empezó a dedicarse a la producción y la edición. Tras publicar sus primeros maxi singles en Bushido con su nombre real y su nombre artístico Plasma, Füreder fundó el sello discográfico Etage Noir Recordings en 2003. Un año después, bajo el nombre artístico de Parov Stelar, se publicó el EP Kiss Kiss, seguido del LP Rough Cuts. Parov Stelar ha colaborado con Lana Del Rey, Bryan Ferry, y Lady Gaga.
Estuvo casado con Barbara Lichtenauer (más conocida por su nombre artístico Lilja Bloom), con quien cofundó la marca de diseño Stelarbloom. Stelar y Bloom se divorciaron a principios de 2020.

## The Parov Stelar Band
Pese a iniciar su carrera en solitario, en 2005 comenzó a hacer actuaciones en vivo al frente de la Parov Stelar Band.
Cleo Panther fue la cantante principal de Parov Stelar de 2011 a 2019. Fue sustituida por Elena Karafizi, que «aporta un fondo musical versátil» de su ciudad natal de Chișinău, Moldavia. El cantante de soul Anduze comparte el puesto de vocalista junto a Elena, se unió oficialmente a la banda en 2018, pero ha estado trabajando con Parov Stelar desde 2012 como escritor y artista destacado. En el verano de 2021, Parov Stelar dio a conocer por primera vez su obra como artista visual en su ciudad natal, Linz. El Museo Francisco Carolinum presentó 25 pinturas de gran formato como «HELLO Mom» -un homenaje a su madre Margit Füreder, también activa como artista-, «I'll be OK soon», así como «Toxic Lover», en las que recibe y procesa artísticamente sucesos y miedos autobiográficos.

Parov Stelar ha llegado a ocupar un lugar destacado en el panorama de la música electrónica mundial y se constituye como uno de los pioneros de un nuevo género: el electro swing. Sus temas se incluyen en más de 700 recopilatorios y han sido utilizados en diversas películas, series y anuncios publicitarios de marcas reconocidas como Bacardi, Chevrolet o Audi. 

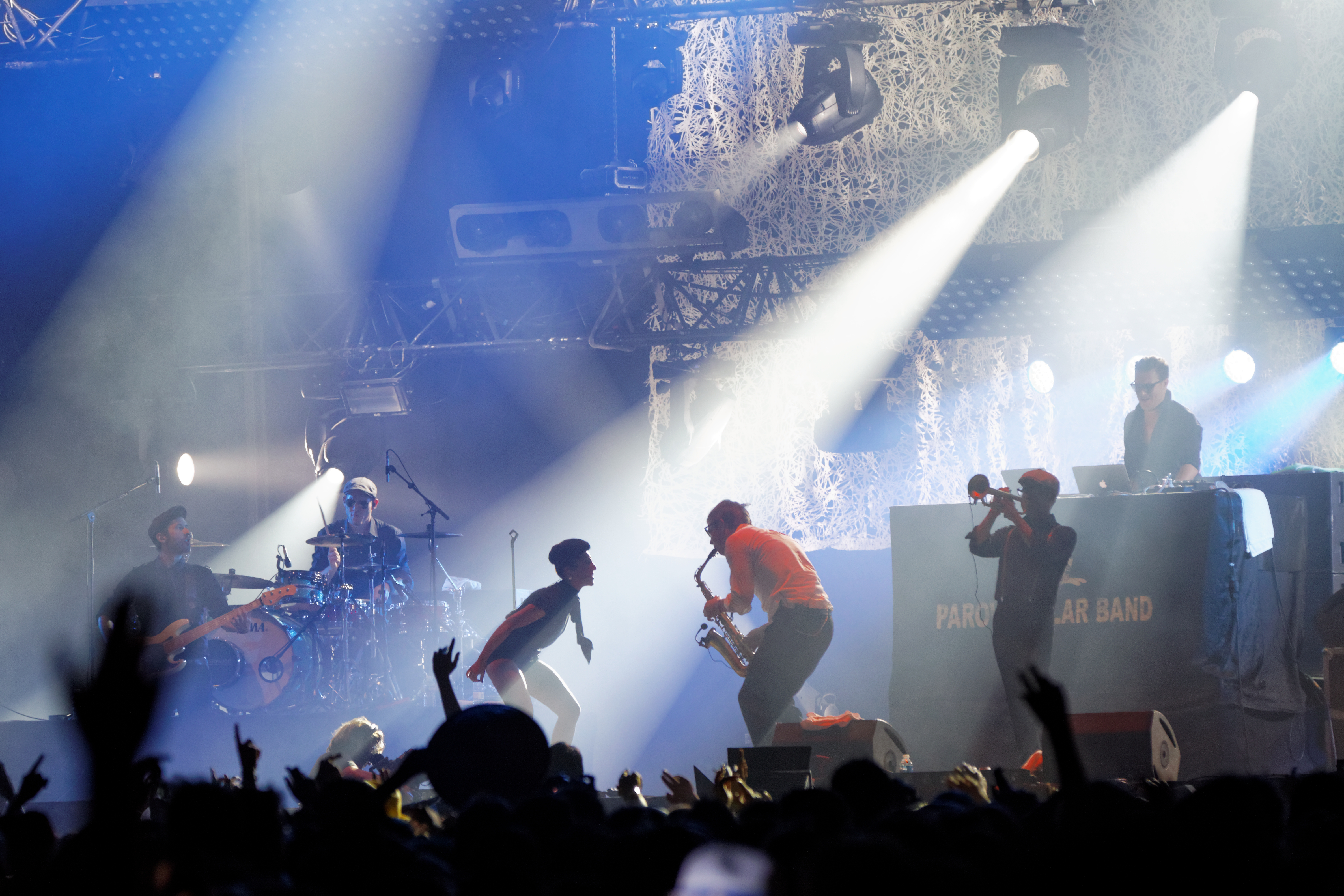
La Parov Stelar Band en concierto en la Fête de l'Humanité, en 2012

### Miembros
- Parov Stelar (programación)
- Elena Karafizi (voz)
- Anduze (voz)
- Sebastian Grimus (saxofón)
- Alex Valdés (trompeta)
- Jakob Mayr (trombón)
- Willie Larsson Jr. (Batería)
- Michael Wittner (bajo)

### Antiguos miembros
- Marc Osterer (trompeta)

- Daniela Hrenek(voz)
- Marcus Ecklmayr (saxofón)
- Beate Baumgartner(voz)
- Gianna Charles (voz)
- Stefan Hölzl (bajo)
- Eva Klampfer (voz)
- Andi Lettner (batería)
- Wolf Myer (batería)
- Jerry Di Monza (trompeta)
- Cleo Panther (voz)

## Acogida de la crítica
Parov Stelar ganó diez premios austriacos de música Amadeus: Electrónica/Dance (2012, 2013, 2015 y 2016, 2019, 2020, 2021), Álbum del Año por The Princess (2013), y Mejor Actuación en Directo (2013 y 2014). El tema «Booty Swing» alcanzó posiciones en las listas electrónicas de iTunes de Estados Unidos y Canadá. «All Night» alcanzó el estatus de doble platino por 100.000 temas vendidos en Italia en mayo de 2017. Los dos temas más populares de Stelar All Night y Booty Swing provienen de su aclamado lanzamiento en dos partes de 2012 The Princess. En mayo de 2018, la canción «The Sun» featuring Graham Candy y en abril de 2020, el lanzamiento «Voodoo Sonic Part 2» alcanzaron la posición número 1 en las listas de iTunes Electronic Charts de Estados Unidos. 

## Discografía

### Álbumes
- 2001: Shadow Kingdom (LP como Plasma, Bushido Recordings)
- 2004: Rough Cuts (CD, Etage Noir Recordings)
- 2005: Seven and Storm (CD, Etage Noir Recordings)
- 2007: Shine (CD, Etage Noir Recordings)
- 2008: Daylight (CD, Rambling Records)
- 2009: That Swing - Best Of (CD, Etage Noir Recordings)
- 2009: Coco (Doble CD, Etage Noir Recordings)
- 2010: The Paris Swing Box (Etage Noir Recordings)
- 2012: The Princess (CD, Etage Noir Recordings)
- 2013: The Invisible Girl (CD, Etage Noir Recordings)
- 2013: The Art Of Sampling (Doble CD, Etage Noir Recordings, Island Records, Universal Music Germany)
- 2015: The Demon Diaries (Doble CD, Etage Noir Recordings)
- 2017: The Burning Spider (CD, Etage Noir Recordings)

### EPs
- 2001: Shadow Kingdom EP (Vinilo de 12" como Plasma, Bushido Recordings)
- 2002: Lo Tech Trash (Vinilo de 12" como Marcus Füreder, Bushido Recordings)
- 2004: KissKiss (Vinilo de 12", Etage Noir Recordings)
- 2004: Move On! (Vinilo de 12", Etage Noir Recordings)
- 2004: Wanna get (Vinilo de 12", Etage Noir Recordings)
- 2004: Primavera (Vinilo de 12", Auris Recordings)
- 2005: Music I believe in (Vinilo de 12" como Marcus Füreder, ~Temp Records)
- 2005: A Night In Torino (Vinilo de 12", Etage Noir Recordings)
- 2005: Spygame (Vinilo de 12", Etage Noir Recordings)
- 2006: Parov Stelar EP (Vinilo de 12", Big Sur)
- 2006: Charleston Butterfly (Vinilo de 12", Etage Noir Recordings)
- 2007: Jet Set EP (Vinilo de 12", Etage Noir Special)
- 2007: Sugar (Vinilo de 12", Etage Noir Recordings)
- 2008: The Flame Of Fame (Vinilo de 12", Etage Noir Recordings)
- 2008: Libella Swing (Vinilo de 12", Etage Noir Recordings)
- 2009: Coco EP (Vinilo de 12", Etage Noir Recordings)
- 2010: The Phantom EP (Vinilo de 12", Etage Noir Recordings)
- 2010: The Paris Swingbox EP (Etage Noir Recordings)
- 2011: La Fête EP (Vinilo de 12", Etage Noir Recordings)
- 2012: Jimmy's Gang EP (Etage Noir Recordings)

### Singles
- 2000: Synthetica/Stompin' Ground (como Marcus Füreder, Bushido Recordings)
- 2001: Guerrilla (como Marcus Füreder, Bushido Recordings)
- 2004: Get Up On Your Feet (Sunshine Enterprises)
- 2005: Faith (Etage Noir Recordings)
- 2006: A Magic Afternoon
- 2007: Rock For / Love (Etage Noir Recordings)
- 2007: Shine (Etage Noir Recordings)

### Videoclips
- Seven (del álbum Seven and Storm)
- Love (del álbum Shine)
- Shine (del álbum Shine)
- Matilda (del álbum Coco)
- Coco (del álbum Coco)
- Let's Roll (del álbum Coco)
- Catgroove
- Coco
- The Phantom
- Jimmy´s Gang (del álbum The Princess)
- The princess (del álbum "The princess")
- Demon Dance (del álbum "Demon diaries")